# كارل السادس عشر غوستاف
الملك كارل السادس عشر غوستاف (30 أبريل 1946 -)، ملك السويد منذ 15 سبتمبر 1973 خلفًا لجده لأبيه الملك غوستاف السادس أدولف.
هو الابن الأصغر والولد الوحيد للأمير غوستاف أدولف، دوق فستربوتن، وأميرة ساكس-كوبورغ وغوتا سيبيلا. توفي والده في 26 يناير 1947 في حادث تحطم طائرة في الدانمرك عندما كان كارل غوستاف في التاسعة من عمره. بعيد موت أبيه، صار الثاني في ترتيب العرش، بعد جده ولي العهد آنذاك غوستاف أدولف. بعد موت جد الملك غوستاف الخامس، في سنة 1950، اعتلى الملك غوستاف أدولف العرش وهكذا صار كارل غوستاف ولي العهد الجديد للسويد ووريث العرش في سن الرابعة.
بعد فترة وجيزة من توليه الحكم في سبتمبر 1973، بدأ العمل بصيغة الحكم الجديدة في عام 1974، فجرد كارل السادس عشر غوستاف رسميًا من سلطته التنفيذية المتبقية. نتيجة لذلك، لم يعد يؤدي العديد من المهام التي تمنح عادة لرئيس الدولة، مثل تعيين رئيس الوزراء رسميًا، والتوقيع على التشريعات، وكونه القائد الأعلى لجيش الأمة. حصرت الوثيقة الجديدة صلاحيات الملك في الوظائف التشريفية، وفي جملة أمور تتلخص في الاطلاع بانتظام على شؤون الدولة. بوصفه رئيسًا لسلالة برنادوت، تمكن كارل غوستاف أيضًا من اتخاذ عدد من القرارات بشأن ألقاب ومواقف أعضائه.
بعد إقرار ولي العهد في 1 يناير 1980 قانونًا جديدًا يحدد حق البكورية المطلق (أول قانون من هذا القبيل يصدر في تاريخ أوروبا الغربية)، أصبحت فيكتوريا أميرة العهد، أكبر أبناء الملك وزوجته الملكة سيلفيا. قبل إقرار هذا القانون، كان الأمير كارل فيليب، الشقيق الأصغر لأميرة فيكتوريا، الوريث لفترة وجيزة، منذ ولادته في مايو 1979. كارل السادس عشر غوستاف هو أطول ملك في منصبه في تاريخ السويد، بعد تجاوزه حكم الملك ماغنوس الرابع الذي دام 44 عامًا و222 يومًا في 26 أبريل 2018.

## النشأة
والده هو الأمير «غوستاف أدولف» دوق فستربوتن الذي قتل بحادث طائرة عام 1947، وعند تولى جده الملك غوستاف السادس أدولف الحكم بعام 1950 أصبح وليًا للعهد وهو في سن الرابعة. وقد نشأ وسط أسرته مع أمه وشقيقاته الأربع واللاتي كن كلهن أكبر منه سنًا. وبعد إنهائه دراسته الثانوية أكمل سنتين ونصف السنة من التعليم والتأهيل العسكريين في القوات المسلحة الملكية بفروعها الثلاث جيش البر والبحرية والطيران، وتخرج ضابطًا عام 1968 وبلغ رتبة نقيب في الجيش والطيران وملازم في البحرية قبل أن يعتلي العرش. وبجانب التأهيل العسكري انتظم في دراسة أكاديمية أنهاها في جامعتي أوبسالا وستوكهولم، حيث درس التاريخ والعلوم السياسية والاجتماعية والاقتصاد.

### الإعداد للحكم
في سياق تأهيله للنهوض بأعباء الملك، أكمل برامج إعدادية في الأنظمة والتقاليد والأعراف الملكية والمسائل المؤسساتية والقانونية والنقابية. كما تابع بعناية آليات عمل البرلمان وأجهزة الحكومة. وعلى الصعيد الدولي، أمضى بعض الوقت مع بعثة السويد الدائمة في الأمم المتحدة في نيويورك للتعرف عن كثب على آليات عمل المنظمة الدولية وأجهزتها المختلفة، كما عمل في أحد المصارف في لندن بجانب العمل في السفارة السويدية بالعاصمة البريطانية. كما عمل في فرنسا مع كل من الغرفة التجارية السويدية في باريس ومصنع شركة ألفا لافال السويدية في فرنسا.

### توليه العرش
في 15 سبتمبر 1973 تولى الحكم بعد وفاة جده الملك غوستاف السادس أدولف، ونصب ملك رسميًا في 19 سبتمبر 1973. خرج على شرفة القصر اليوم الأول مالكًا أمام أكثر من 25,000 شخص. قام بالزيارة الدولة الأولى إلى النرويج في سنة 1974.

## العائلة
في عام 1972 وإبان الألعاب الأولمبية الصيفية 1972 التي استضافتها مدينة ميونيخ الألمانية، التقى بابنة رجل أعمال ألماني أمها برازيلية اسمها سيلفيا سومرلاث التي كانت تعمل أبان الألعاب مترجمة ومضيفة، فإنجذب إليها وبادلته شعوره، وتزوجا في 19 يونيو 1976 وذلك بعد اعتلائه للعرش، ولهما من الأبناء:
- الأميرة فيكتوريا، ولي عهد السويد (ولدت عام 1977).
- الأمير كارل فيليب، دوق فارملاند (ولد عام 1979).
- الأميرة مادلين، دوقة هالسينغلاند وغاستركلاند (ولدت عام 1982).

## اهتماماته الخاصة
له عدة اهتمامات خاصة في طليعتها قضايا البيئة والتكنولوجيا والزراعة والتجارة. كما تستهويه السيارات القديمة ولا سيما الرياضية منها، والرياضة والحياة الكشفية، وهو الرئيس الفخري للمؤسسة الكشفية العالمية.
وله العديد من الزيارات الكشفية العربية منها زيارة سلطنة عمان الكشفية ومقابلة القائد هشام عبد السلام الخبير للشؤون الكشفية بوزارة التربية والتعليم بسلطنة عمان في هذا الوقت بمنزل الشيخ سعود بن سالم بن عبدالله بهوان المخيني يوم 19 يناير 2010.

## توليه العرش
في 15 سبتمبر 1973، أصبح كارل غوستاف ملكًا للسويد عند وفاة جده، غوستاف السادس أدولف. في 19 سبتمبر، اتخذ ما يلزم من ضمان للولاية (إعلان الملك) خلال اجتماع استثنائي لمجلس الوزراء. بعد ذلك، مثل أمام البرلمان والسلك الدبلوماسي والمحكمة وغيرها، في قاعة الدولة في القصر الملكي حيث ألقى كلمته. بث على الهواء مباشرة كل من اجتماع مجلس الوزراء ومراسم القصر. بعد انتهاء المراسم، ظهر على الشرفة وأقر بتوليه العرش أمام الحشود. في اجتماع مجلس الوزراء، أعلن اسمه الملكي، كارل السادس عشر غوستاف، ملك السويد. اعتمد شعار «من أجل السويد، على طول الزمن» شعارًا شخصيًا له.
عندما اعتلى كارل غوستاف العرش، كانت الخطط قد وضعت بالفعل لتحل محل صك الحكم لعام 1809، الذي جعل الملك بحكم القانون رئيسًا تنفيذيًا. رغم أن الملك كان شبه مستبد على الورق، إلا أن سلطة الريكسداغ (البرلمان السويدي) مت باطراد حتى أوائل القرن العشرين، وبلغت ذروتها في التأسيس النهائي للحكومة البرلمانية في عام 1917.
بدأ نفاذ صك الحكم الجديد لعام 1974 في 1 يناير 1975، وجرد الملك الجديد رسميًا من ما تبقى له من سلطات سياسية رسمية، على الرغم من أن هذه السلطات قد ماتت فعليًا مع الجد غوستاف الخامس في عام 1950. جعلت الوثيقة الجديدة دور الملك شكليًا وتمثيليًا في طبيعته، في حين حددت عددًا من الممارسات والاتفاقيات التي يعود تاريخها إلى عام 1917. في السابق، كان الملك يعين رسميًا رئيس الوزراء، رغم أنه عمليًا كان تقريبًا على الدوام زعيم حزب أو ائتلاف الأغلبية في الريكسداغ. منذ اعتماد الصك الحالي، يقوم رئيس البرلمان بترشيح رئيس وزراء محتمل، وإذا انتخب ذلك المرشح من قبل البرلمان، يوقع الرئيس على توليه الحكم. إلى جانب ذلك، لا تحتاج مشاريع القوانين التي يمررها البرلمان السويدي إلى موافقة ملكية لتصبح قانونًا.
الملك أيضًا هو الممثل الأول للسويد، ويقوم بزيارات إلى الخارج ويستقبل تلك الزيارات إلى السويد، ويفتتح الدورة السنوية للريكسداغ (البرلمان السويدي)، ويرأس المجلس الخاص الذي يعقد أثناء تغيير الحكومة، ويعقد مجالس إعلامية منتظمة مع رئيس الوزراء ومجلس الوزراء، ويترأس اجتماعات مجلس الشؤون الخارجية، ويتلقى رسائل تصديق السفراء الأجانب لدى السويد ويوقع على رسائل السويد إلى الدول الأجنبية. بصفته رئيسًا شكليًا، امتنع عن التصويت في الانتخابات السويدية.
يحتل الملك كارل غوستاف أعلى المراتب في الفروع الثلاثة للقوات المسلحة السويدية؛ ويعزى ذلك إلى أنه كان، حسبما تنص عليه الفقرة 14 من صك الحكم لعام 1809 الساري المفعول وقت اعتلائه العرش في عام 1973، رئيس الأركان (لا ينبغي الخلط بينه وبين القائد الأعلى للقوات المسلحة السويدية)، ولذلك رقي بحكم منصبه من رتبته السابقة برتبة نقيب (الجيش والقوات الجوية) وملازم (القوات البحرية)، إلى رتبة جنرال وأميرال. بموجب أحكام صك الحكم الصادر في عام 1974، الذي أصبح نافذًا في 1 يناير 1975، لم يعد الملك يشغل هذا المنصب المنصوص عليه في الدستور، ولكنه احتفظ بصفوفه على أساس أنه لا يملك أي سلطة قيادة عسكرية، باستثناء هيئة الأركان العسكرية لجلالته.
في جميع أنحاء العالم، يعرف كارل السادس عشر غوستاف بكونه مقدم جائزة نوبل كل عام؛ وكان ليو إيساكي أول من حصل على الجائزة من يديه. أيضًا، يسلم الملك جائزة بولار للموسيقى. يحمل الملك درجة الدكتوراه الفخرية من الجامعة السويدية للعلوم الزراعية والمعهد الملكي للتكنولوجيا ومدرسة ستوكهولم للاقتصاد وجامعة أبو أكاديمي في فنلندا.
سيحتفل باليوبيل الذهبي للملك في عام 2023.

## وصلات خارجية
- كارل السادس عشر غوستاف على موقع IMDb (الإنجليزية)
- كارل السادس عشر غوستاف على موقع الموسوعة البريطانية (الإنجليزية)
- كارل السادس عشر غوستاف على موقع مونزينجر (الألمانية)
- كارل السادس عشر غوستاف على موقع إن إن دي بي (الإنجليزية)
- كارل السادس عشر غوستاف على موقع قاعدة بيانات الفيلم (الإنجليزية)
- Royal Court of Sweden نسخة محفوظة 22 يوليو 2010 على موقع واي باك مشين. - Official site
- حقائق عن السويد، الملكية